# Hallonjordloppa
Hallonjordloppa (Batophila rubi) är en art i insektsordningen skalbaggar som tillhör familjen bladbaggar. 

## Kännetecken
Hallonjordloppan är en mycket liten bladbagge, med en kroppslängd på cirka 1,5 till 2 millimeter. Den har svart kropp och rödaktiga ben och antenner. Det bakersta benparet är kraftigare än de andra och används till att hoppa med när fara hotar. De vuxna insekterna, imago, ses nästan uteslutande på undersidan av bladen. Äggen, som är mycket små och svårupptäckta, är gula och avlånga och läggs mellan bladnerverna på undersidan av bladen.

## Levnadssätt
Hallonjordloppan lever huvudsakligen på växter inom släktet Rubus, till exempel hallon, stenbär och åkerbär, men den kan även hittas på andra närbesläktade Rosaceae-växter, som älgört, om dessa växer i omedelbar närhet till Rubus-plantor. 